# (213) Лилея
(213) Лилея (греч. Λιλαία) — довольно крупный астероид главного пояса, принадлежащий к редкому спектральному классу F. Как и астероиды класса C его поверхность богата простейшими углеродными соединениями. Он был открыт 16 февраля 1880 года германо-американским астрономом К. Г. Ф. Петерсом в Клинтон, США и назван в честь Лилеи, одной из наяд в древнегреческой мифологии. 

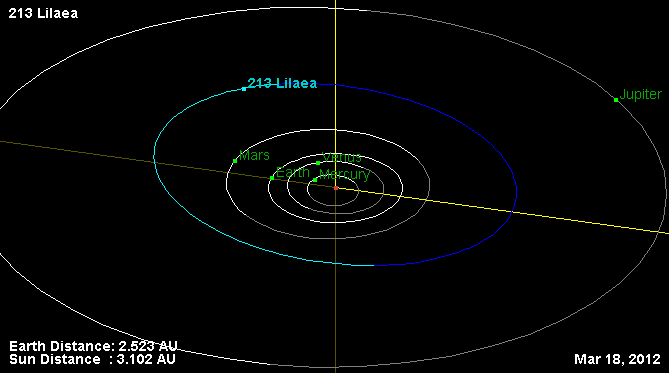
Орбита астероида Лилея и его положение в Солнечной системе